# Beinir Sigmundsson
Beinir Sigmundsson (Skúvoy, segle X - Stóra Dímun, ca. 970) va ser un cabdill viking de les illes Fèroe. Apareix com a personatge històric a la Saga dels feroesos.
Beinir havia nascut a l'illa de Skúvoy i era fill de Sigmund el Vell. Va governar la meitat de l'arxipèlag amb el seu germà Brestir Sigmundsson, pare de Sigmundur Brestisson, l'introductor del cristianisme a les Fèroe. Es va unir amb Tóra amb qui va tenir el fill Tóri Beinisson. Beinir i el seu germà van ser assassinats el 970 pels caps rivals Svínoyar-Bjarni i Havgrímur quan es trobaven allotjats en una granja de l'illa de Stóra Dímun.